# Буржуазная семья
Буржуазная семья — исторический тип семьи пришедший на смену патриархальной семье. Появился во Франции в эпоху Великой французской революции XVIII века. Буржуазные семьи являются ячейкой буржуазного общества.
Буржуазные семьи регистрируются в государственных учреждениях (а не в церкви) и воспринимаются как общественный договор на совместное ведение хозяйства. Существенным отличием буржуазной семьи стала возможность женщины работать вне дома, что было немыслимо в рамках патриархальных (как дворянских, так и крестьянских) семей. Соответственно домочадцы вели индивидуальную жизнь и много времени проводили вне дома.
В буржуазных семьях грань между общественной и частной сферами очерчена более чётко, чем в патриархальных семьях. Переходные категории людей (не семья, но и не чужие) отходили в прошлое. Семьи сжимаются до размера нуклеарной семьи.
Брачный возраст становился выше, предпринимались попытки ограничения рождаемости. Основной ценностью буржуазной семьи является повышение благосостояния, а основной добродетелью — бережливость.
В литературе XIX века буржуазные семьи являлись предметом критики со стороны романтических писателей, которые обнаруживали в подобных семьях низкие моральные устои, лицемерие, частый адюльтер и имущественную подоплёку.